# Mongolský vpád do Evropy
Mongolský (nesprávně také tatarský) vpád do Evropy označuje invazi Mongolů a jimi podrobených kmenů, jež při rozšiřování obrovské mongolské říše z Asie směrem na západ dosáhly ve 13. století z východu Evropy, kterou v průběhu tohoto století několikrát napadli. Jejich vpády měly v Evropě přímý dopad a přinesly nejhlubší důsledky zejména pro rozdrobená ruská knížectví, která byla nájezdníky poražena a musela uznat mongolskou nadvládu, pod níž zůstala až do druhé poloviny 15. století.
Kromě oblastí Rusi však mongolská invaze citelně postihla také oblasti Uherska, jižního Polska, dnešního Rumunska a mongolské oddíly na západě pronikly dokonce až na Moravu, do Slezska a do Dalmácie.
Od snahy Mongolů na vytvoření celosvětové říše a kompletního ovládnutí Evropy zachránila Evropany smrt Čingischánova nástupce Ögedeje. Definitivně pak snahu Mongolů na další účinné výboje pohřbilo úmrtí čtvrtého Velkého chána všech Mongolů Möngkeho v roce 1259, po němž došlo k definitivnímu rozdělení Mongolské říše a k vzniku samostatných chanátů pod vládou Čingischánových potomků.

## Vznik a expanze mongolské říše

Expanze mongolské říše

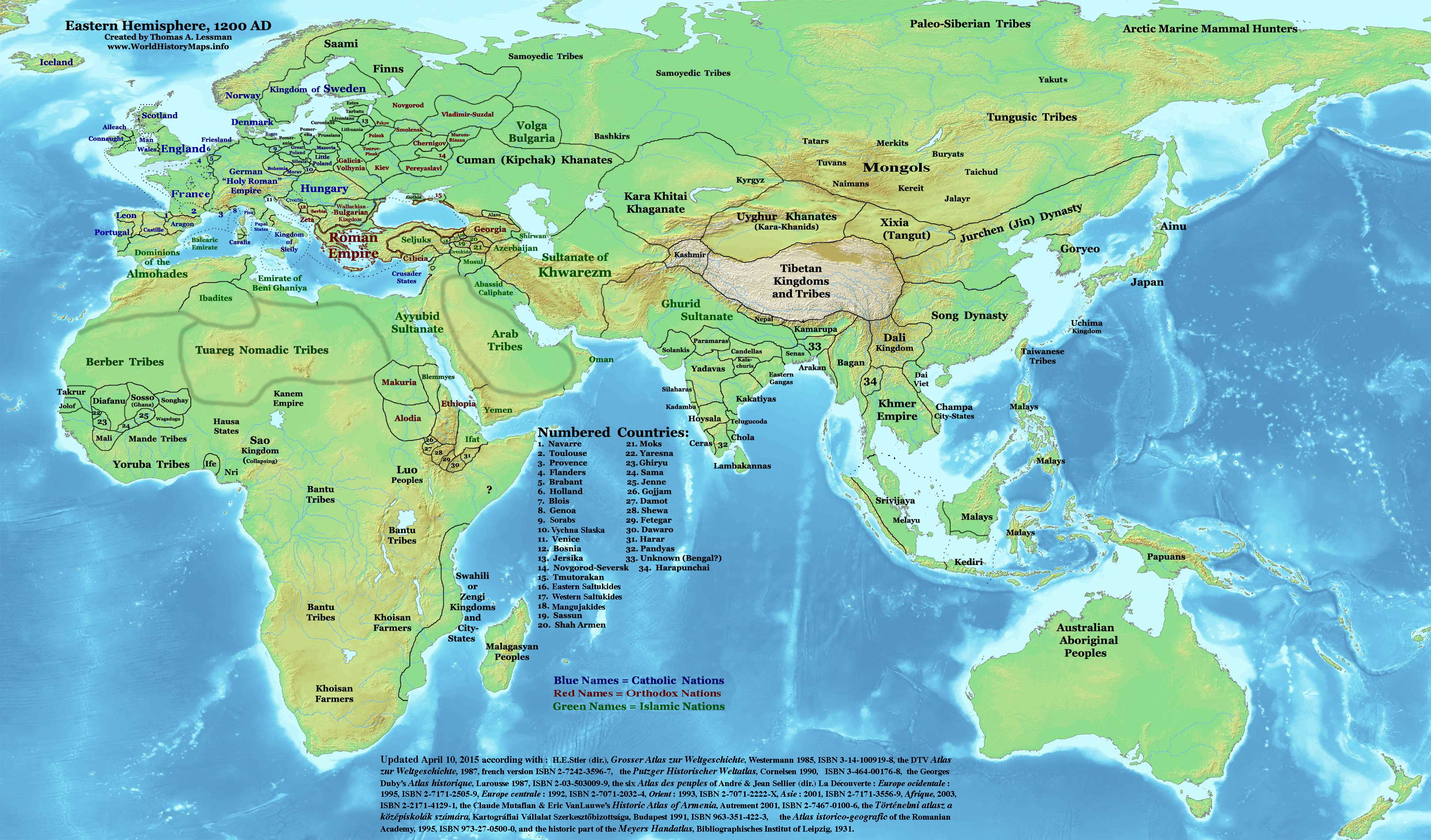
Politická mapa Euroasie před vypuknutím mongolské invaze okolo roku 1200

Na počátku 13. století se ve východní Asii, přibližně na území dnešního Mongolska a severní Číny, sjednocením kočovných mongolských kmenů, zformovala Mongolská říše pod vedením Temüdžina, který na shromáždění podrobených kmenů přijal v roce 1206 jméno Čingischán, tedy vladař světa.

### Expanze na západ
Čingischán vedl Mongoly k zabrání rozlehlých okolních území, v důsledku toho se jeho říše následně začala velice rychle rozšiřovat směrem na západ. Kočovní Mongolové na svých koních brzy obsadili celou oblast střední Asie a v roce 1222 za panování Čingischánova třetího syna a následníka Ögedeje obsadili tito krutí nájezdníci Kavkaz, kde porazili místní kmeny Alanů, Kumánů a Adygejců, načež zamířili dál na severozápad, do oblastí východní Evropy.

## Situace v ohrožené Evropě

### Ruské oblasti

Mapa Evropy roku 1230 zachycující postup Mongolů

Rozdrobená ruská knížectví, která se osamostatnila po decentralizaci Kyjevské Rusi ve druhé polovině 12. století nebyla schopná pro své rozdílné zájmy překonat ani tváří v tvář mongolské hrozbě svou nejednotnost. Nejvýznamnějším ruským knížectvím po roce 1300 bylo Vladimirsko-suzdalské knížectví, kde vládl veliký kníže Jurij II. Vsevolodovič. Dalšími nástupnickými státy po rozdrobení Kyjevské Rusi byla knížectví Černigovské, Perejaslavské, Kyjevské, Muromsko-rjazaňské, Polocké, Smolenské a bohatá Novgorodská republika. Významné bylo rovněž Haličsko-volyňské knížectví, které zesílilo za panování Romana Mstislaviče a jeho syna Daniela Romanoviče, který byl dokonce korunován jako první král Halyčsko-volyňského království.
Kromě nástupnických států po zničené Kyjevské Rusi existoval na počátku 13. století ve východní Evropě v povodí řeky Volhy také stát Povolžské Bulharsko, kde dosud žili příbuzní balkánských Bulharů – Protobulhaři. Centrum Volžsko-kamského Bulharska Bulgar, ležící na soutoku řek Volhy a Kamy, byl známý jako významné středisko trhu s kožešinami.

### Situace v Uhersku

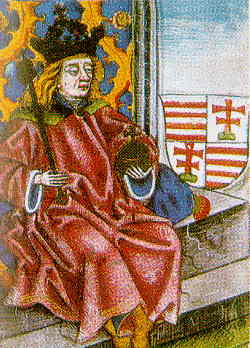
Uherský král Béla IV., který byl ve 40. letech 13. století donucen čelit mongolské invazi

V Uhersku po nepříliš úspěšné vládě Ondřeje II. (1205–1235), za kterého vzrostla moc šlechty natolik, že si Zlatou bulou vynutila od panovníka potvrzení svých svobod a výsad, nastoupil na trůn jeho syn Béla IV. (1235–1270). Béla chtěl oslabit vliv velmožů, kteří měli v rukou čím dál větší politickou a hospodářskou moc. Revidoval, podle něj, neoprávněné majetkové donace svého otce a povolával do země hosty z ciziny, což vyvolalo odpor šlechty.
Na boj s Mongoly se Béla začal připravovat po zprávě o pádu Kyjeva v roce 1240. Dvůr a poddaní podceňovali hrozící nebezpečí a někteří z nich tvrdili, že Kumáni, kteří do Uher před Mongoly prchali, jsou spojenci Mongolů. Proti královým snahám usadit Kumány v Panonské nížině vypukla vzpoura a náčelník Kumánů byl zavražděn. Béla tedy nemohl před invazí počítat s pomocí Polovců a ani s podporou velmožů, kteří nebyli příliš ochotní bojovat a své oddíly shromažďovali jen velmi pomalu.

### Polsko před mongolskou invazí
Ve 12. století došlo k rozdrobení polského státu na oslabená a vzájemně soupeřící knížectví. Titul velkoknížete, který měl být udržován po smrti Boleslava III. Křivoústého v roce 1138, začal brzy ztrácet na významu a do mongolského vpádu zcela zaniknul. Na počátku 13. století se dík vládě Jindřicha I. Bradatého stal nejvlivnějším a nejmocnějším polským státem knížectví vratislavské. Slezsko zažívalo rozkvět i za jeho nástupce Jindřicha II. Pobožného, který sjednotil území Slezska s Velkopolskem i Malopolskem a usiloval o titul polského krále.

## Invaze

### Vpád do ruských oblastí

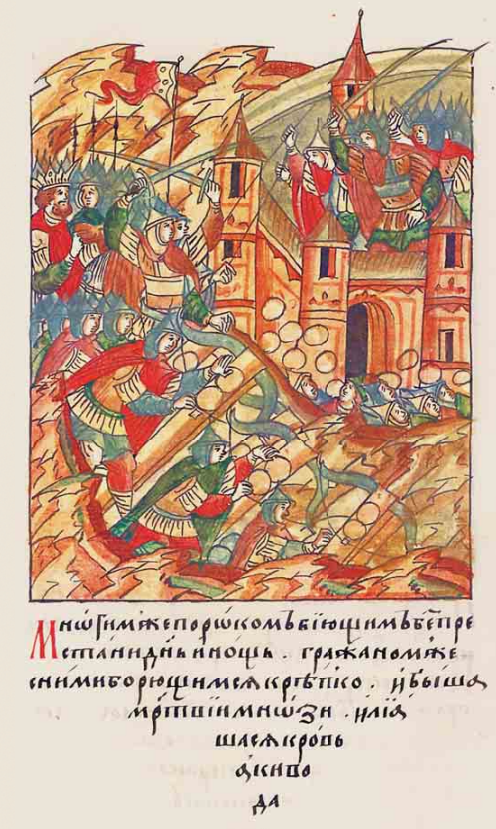
Obléhání Kyjeva Mongoly v roce 1240

V roce 1223 rozdrtila mongolská armáda spojená ruská knížata a kumánská vojska v bitvě na řece Kalce, načež nájezdníci vedení Čingischánových vnukem Bátúem a generálem Sübetejem zcela rozvrátili říši volžských Bulharů a postupně obsadili velkou část bývalé Kyjevské Rusi. Mongolové dobyli a vyplenili většinu významných ruských měst. Postupně padla většina ruských center jako Rjazaň, Vladimir, Suzdal, Černigov, Pereslavl-Zalesskij. Roku 1238 porazili Mongolové ruská knížata v bitvě na řece Siť, kde padnul i vladimirsko-suzdalský kníže Jurij II. Vsevolodovič, a roku 1240 pak Bátúova vojska dobyla Kyjev.
Svědectví o zničeném Kyjevu zanechal roku 1245 papežský vyslanec:
| „                  | Jeli jsme tudy a sami jsme viděli všude nespočetné hromady lidských lebek a kostí. Město bylo kdysi bohaté a velice lidnaté, teď z něho však nezbylo téměř nic. Stojí tam sotva dvě stě domů a jejich obyvatelé žijí v tuhém otroctví. | “ |
| — Giovanni Carpini | |   |

Mapa znázorňující rozšiřování Mongolské říše a vpád Mongolů na Kavkaz a do oblastí Rusi v letech 1222 až 1223

Jedinými významnějšími ruskými centry, která se nájezdníkům nepodařilo při tomto útoku obsadit, byly Novgorod a Pskov.
Část kočovných Kumánů uprchla před postupujícími a plenícími Mongoly do uherských nížin, kde je král Béla IV. usadil na územích mezi řekami Tisou a Dunajem. Žádost Mongolů o vydání Kumánů uherský král zamítl a Mongolové tak získali vhodnou záminku pro chystaný vpád do Uherska, který se odehrál na jaře následujícího roku.

### Vpád Mongolů do střední Evropy

#### Plány dobyvatelů
Strategie Mongolů, kteří měli detailní znalosti o příbuzenských vztazích a poměrech mezi evropskými panovníky a státy, a jejichž průzkumní jezdci a špehové procestovali většinu Evropy až po Francouzské království, byla rozdělená na několik fází, které pro velkého chána Ögedeje podrobně vypracoval generál Sübetej. Vojska vyčleněná pro dobytí Evropy měl proti západním královstvím vést chánův synovec Bátú.

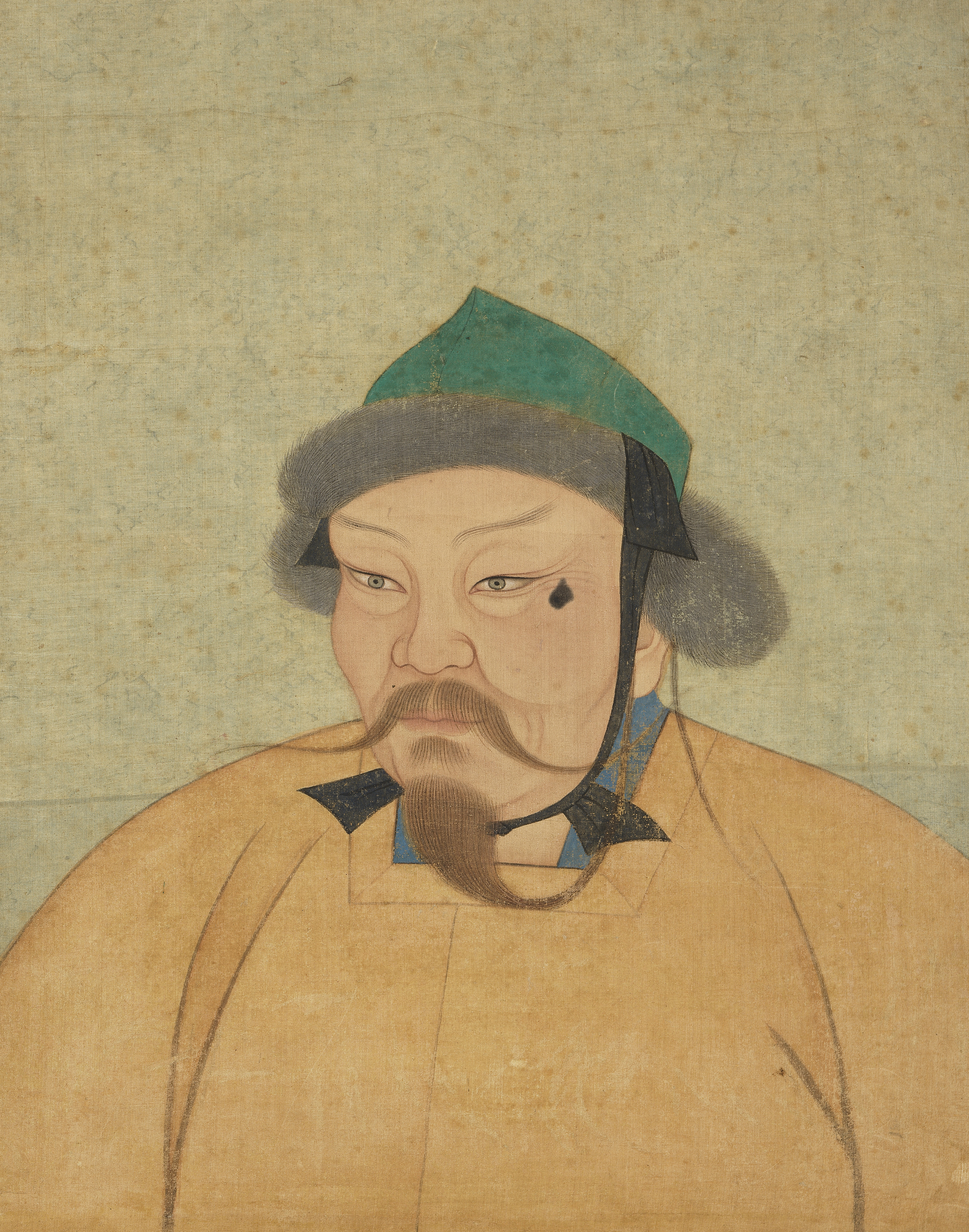
Druhý mongolský chán Ögedej, za jehož panování podnikli Mongolové invazi do východní a střední Evropy

- Prvořadým cílem Mongolů se stalo ovládnutí strategické panonské nížiny, kde se rozkládalo centrum uherského království. Králi Bélovi se zde měly postavit hlavní mongolské síly vedené Bátúem a Sübetejem. Zde chtěli Mongolové svést rozhodující bitvy celého tažení. Po vítězství měla vojska nabrat síly, spojit se s severní armádou a porazit Polsko. Pro jejich krytí centrálního vojska byly vyčleněny dvě dílčí armádní skupiny, jižní a severní.
- Severní armáda, skládající se z 2 tumenů, tedy přibližně 20 000 jezdců, měla pod velením chánova synovce Bajdura a vnuka Kaidua napadnout Polsko, kde měl Kaidu za úkol zaměstnat polská knížata Jindřicha a Boleslava a přilákat sem taktéž Jindřichova spojence, českého krále Václava I., aby se tito panovníci nemohli pokusit o pomoc uherským sousedům. Podle možností se severní armáda měla vyhýbat bitvám.
- Jižní proud pod velením chánova syna Kadana měl proniknout na Balkán a jistit Bátúův útok z jihu proti případnému zapojení bulharského krále Ivana Asena II.

V pozdějších fázích invaze mělo dojít k dobytí německých oblastí Svaté říše římské a k útoku proti Francii. Tyto plány se však z níže jmenovaných důvodů nikdy neuskutečnily.

#### Útok proti Uhrám

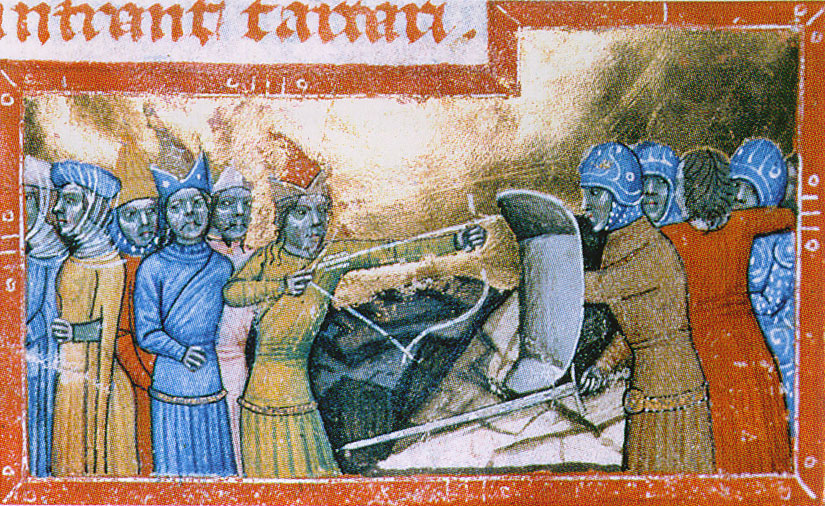
Uherská malba ze 14. století zobrazující domácí vojáky v boji s mongolskými nájezdníky, unášejícími maďarské zajatkyně

Mongolové pod Bátúovým vedením začali tažení do Uherska začátkem března 1241. V polovině března pronikly jejich přední voje přes Karpatské průsmyky, které bránilo vojsko palatina Dionýza. V polovině března byli na území mezi Dunajem a Tisou a 17. března vypálili Vacov.
| „                  | Král Béla se s nimi střetl v boji u řeky Slaná, kde ho přemohli. V bitvě zahynulo takměř celé vojsko země. Sám král Béla utekl k moři, kam ho Tataři nemilosrdně pronásledovali… | “ |
| — Dubnická kronika | |   |

Rozhodující bitva se odehrála 11. dubna nedaleko Mohi (maďarsky Muhi, asi 20 km jihovýchodně od Miškolce) u řeky Slaná. Mnohem silnější uherské vojsko Mongolové skoro na hlavu porazili. V boji padlo velké množství prelátů a velmožů, mezi nimi také arcibiskupové Ugrin Čák a Matěj Ostřihomský. Bélův bratr Koloman v boji utrpěl zranění, na jejichž následky v Záhřebu zakrátko zemřel. Králi Bélovi a některým malým skupinkám se z bitvy a obklíčení podařilo uniknout. Král se přes Gemer dostal do Nitry, posílil svůj průvod a odešel do Vídně na pozvání vévody Fridricha Bojovného. Fridrich však nedbal na tísnivou situaci, v níž se Béla ocitl a začal od něho vymáhat dluh 2 000 hřiven stříbra ještě z roku 1235. Béla mu dal všechny své cennosti, které měl u sebe a zastavil mu navíc Bratislavskou, Mošoňskou a Šoproňskou župu. Z Vídně Béla po krátkém pobytu odešel do Záhřebu, kde umíral jeho bratr Koloman, a poté se uchýlil do dalmatského přístavu Trogir. Přestože hordy Mongolů obsadily po vítězství u Mohi většinu království, nepodařilo se dobyvatelům obsadit opevněná města jako Ostřihom, Stoličný Bělehrad, Veszprém, Győr, Šoproň a ani sídla ležící v Horních Uhrách.

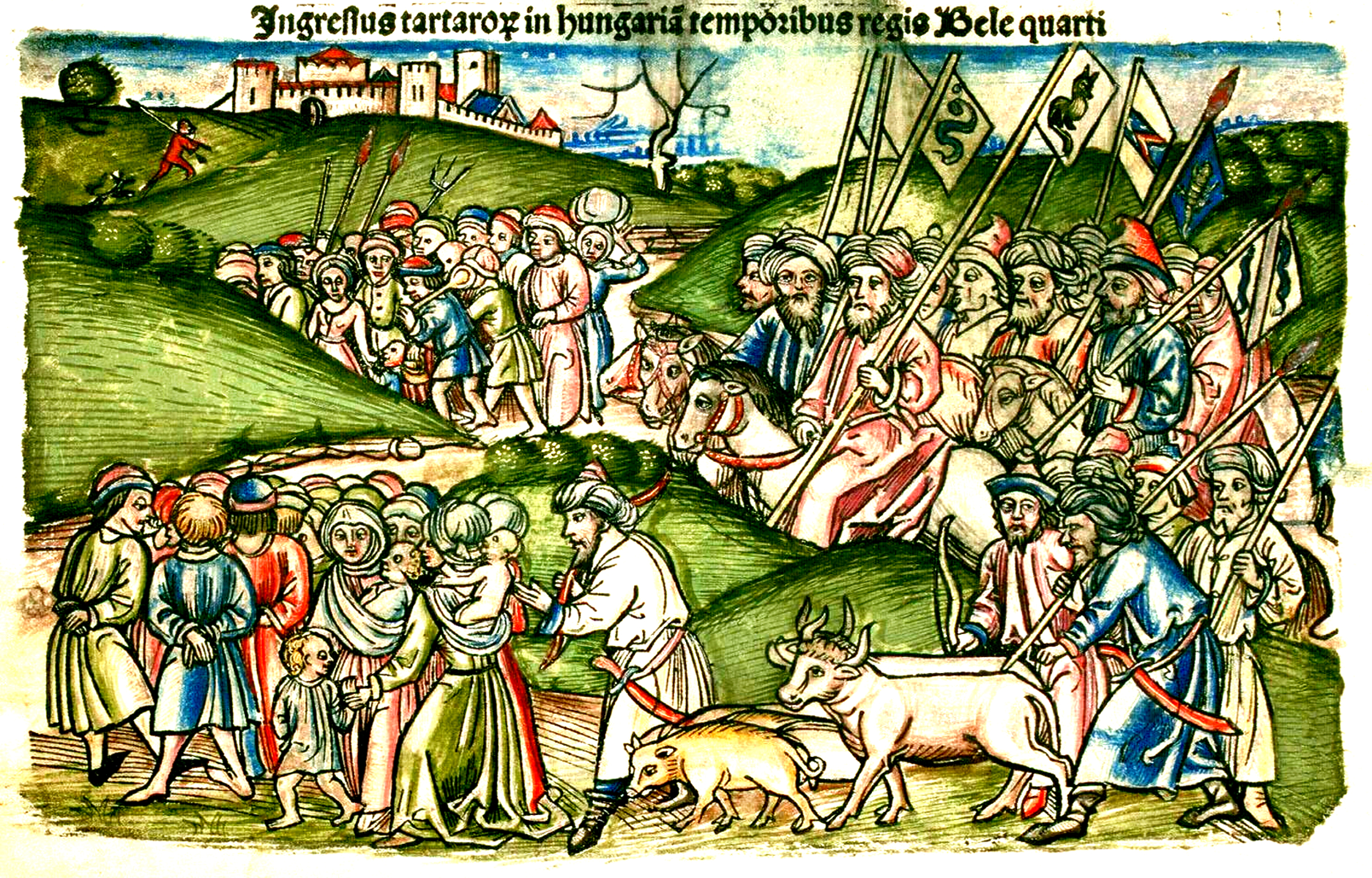
Mongolská invaze v Chronica Hungarorum

Během mongolské invaze zahynula až polovina obyvatel Uherského království, kteří byli zabiti nebo zemřeli hlady. Některé části Velké dunajské nížiny ztratily velkou část obyvatel. Italský duchovní Roger z Torre Maggiore (Rogerius), který během mongolské invaze působil jako kanovník ve městě Velký Varadín v Sedmihradsku a byl očitým svědkem řádení Mongolů, napsal, že v mnoha městech a vesnicích mongolští nájezdníci zabíjeli každého bez ohledu na věk a hromadně znásilňovali ženy. Podle Rogeria lidé před nimi prchali do lesů a do hor, ale nedostatek jídla je nutil vracet se do svých vesnic, kde je často čekala smrt z rukou Mongolů.
V Panonii zastihla v roce 1242 Bátúa zpráva o smrti jeho strýce Velkého chána, načež se Bátú i s vojskem vydal zpět na východ do hlavního města Karakorum, aby se účastnil volby nového chána.

#### Vpád do Polska
Severní mongolská armáda, vedená Kaiduem a Bajdarem, postoupila do Malopolska a Slezska, načež dobyla Krakov a Sandoměř. Mongolové rozdrtili Poláky v bitvě u Chmielniku a následně oblehli Vratislav. Proti nájezdníkům vyrazil kníže Jindřich Pobožný, který stanul v čele spojených vojsk slezských a polských knížat a oddílů templářů, johanitů a Řádu německých rytířů. Mongolové zanechali neúspěšné obléhání Vratislavi a vypravili se vstříc spojencům ještě dřív, než se k nim stačil se svým vojskem připojit český král Václav I. Jindřich na svého spojence neprozíravě nepočkal a s Mongoly se 9. dubna utkal v poli. V bitvě u Lehnice však byli spojenci drtivě poraženi a sám Jindřich v bitvě padnul. Vítězové prý Bátúovi zaslali devět pytlů s ušima svých poražených nepřátel.

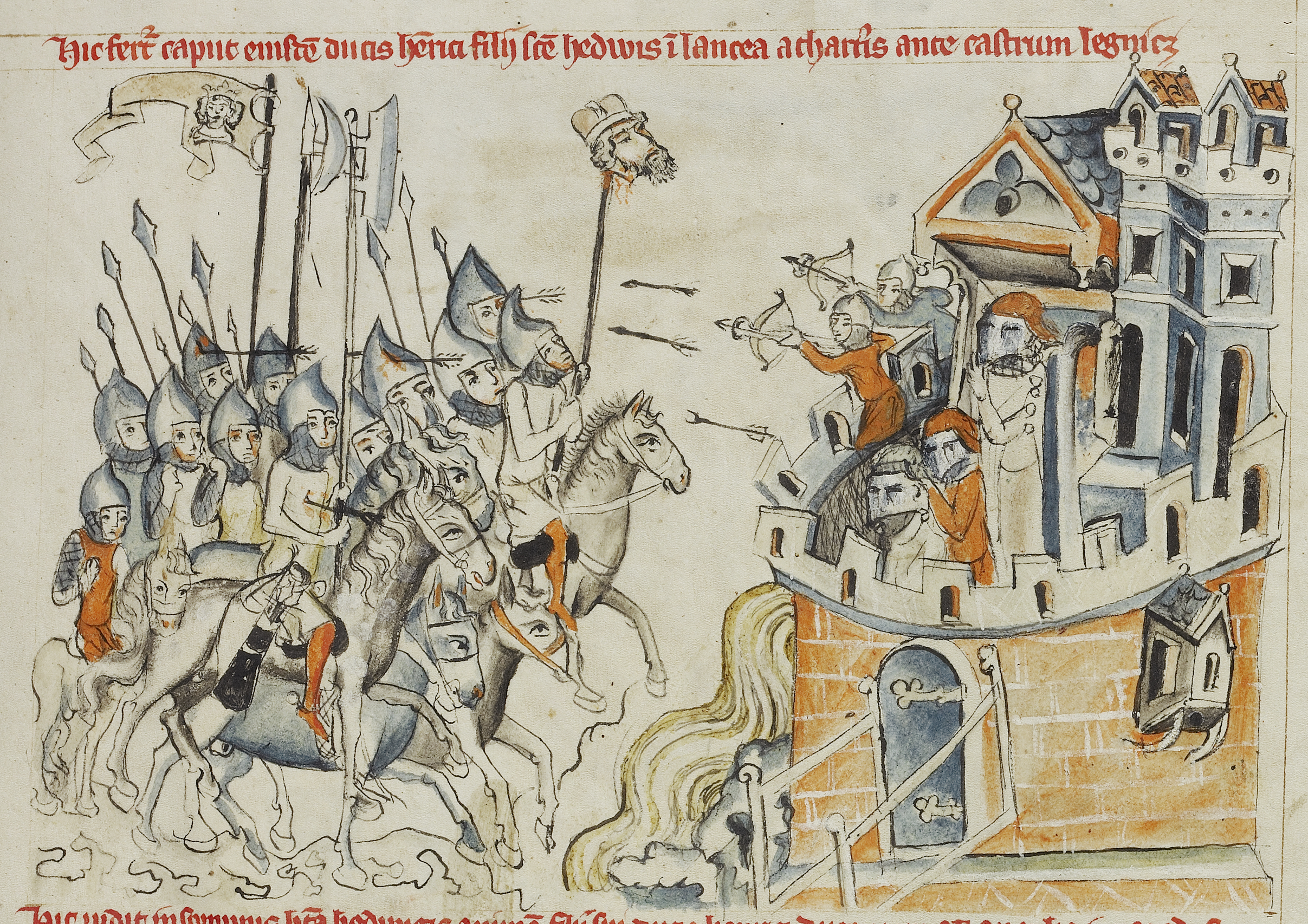
Mongolové s hlavou Jindřicha Pobožného v bitvě u Lehnice

Přes toto vítězství a vyplenění jižního Polska se severní armáda rozhodla raději stáhnout na jih. Přes Kladsko a Moravu pronikli ustupující Mongolové koncem dubna k průsmykům v okolí Trenčína, které překročili a pokračovali dál do Uherska, kde se po překročení zamrzlého Dunaje spojili s hlavní armádou vedenou Bátúem. Spojená mongolská vojska plenila Uhersko až do poloviny roku 1242. Jejich odchod způsobila až zpráva o smrti velkého chána Ögedeje. Bátú a ostatní velitelé po jejím obdržení pospíchali na sněm do hlavního města Karakorumu, aby se mohli zúčastnit volby budoucího velkého chána.

## Následky mongolských vpádů

Mongolská Zlatá Horda roku 1389. Ruská knížectví musela Zlaté Hordě odvádět poplatky

Po nájezdech Mongolů, jejichž hlavní vojska se v roce 1242 začala stahovat zpět na východ, se některé oblasti ve střední a východní Evropě zcela vylidnily. Bylo vypáleno mnoho významných a nespočet menších měst a vesnic. V zemích, kudy Mongolové protáhli, pak zůstaly loupežné skupiny. Dalším tragickým následkem jejich nájezdů byl hladomor, protože v postižených oblastech neměl kdo zasít úrodu. Podle dobových zpráv padlo hladomoru za oběť asi tolik lidí, kolik při mongolských nájezdech. Obnova krajiny trvala několik let a poháněl ji strach z kolujících pověstí, které hovořily o tom, že se Mongolové znovu brzy vrátí. Menší mongolské útoky na území Uher a Polska se pak v průběhu 13. století ještě skutečně opakovaly.
V důsledku mongolského vpádu došlo v Uherském království k zesílení německé kolonizace, neboť uherští panovníci podporovali rychlé osídlení zpustlé země novými obyvateli. Ruská knížectví zůstala v područí Mongolů, Bátúovy Zlaté Hordy a nástupnických tatarských chanátů až hluboko do 15. století. Kyjevského knížectví se zmocnila Litva, která porazila Zlatou Hordu v bitvě u Modrých vod roku 1362.